# 星形要塞の一覧

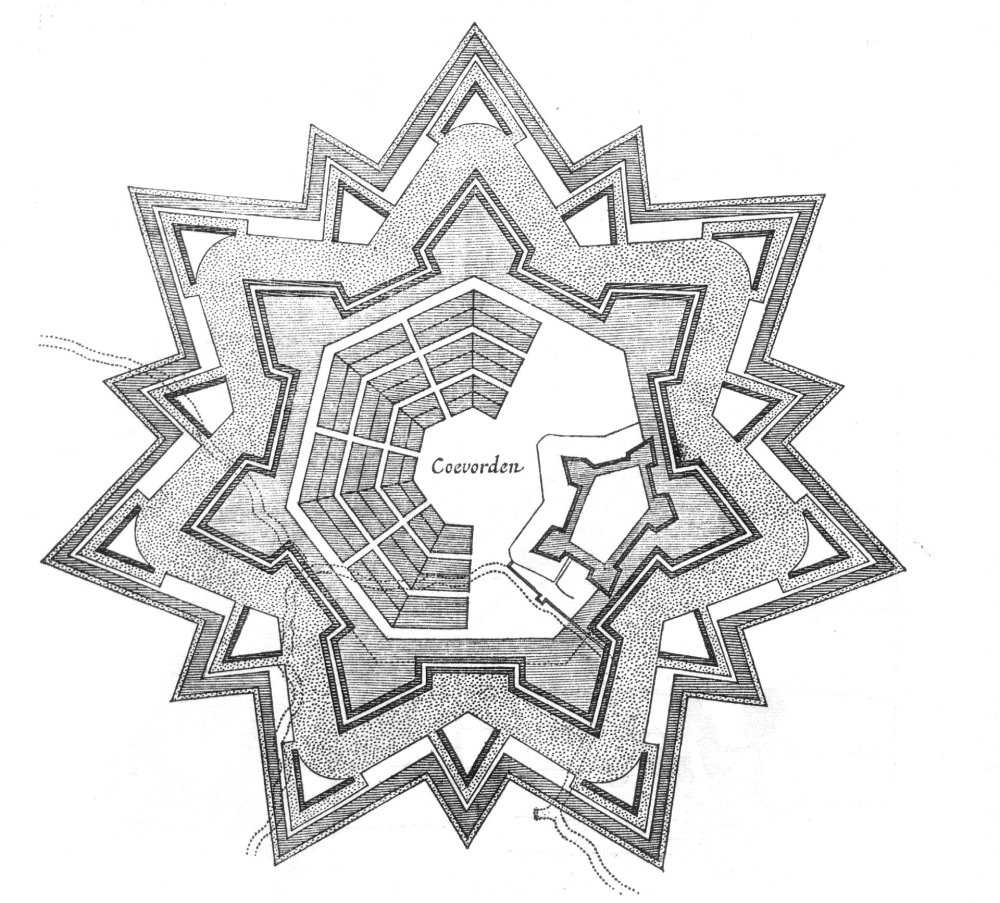
オランダ・クーフォルデン（Coevorden）の要塞町　17世紀のプラン

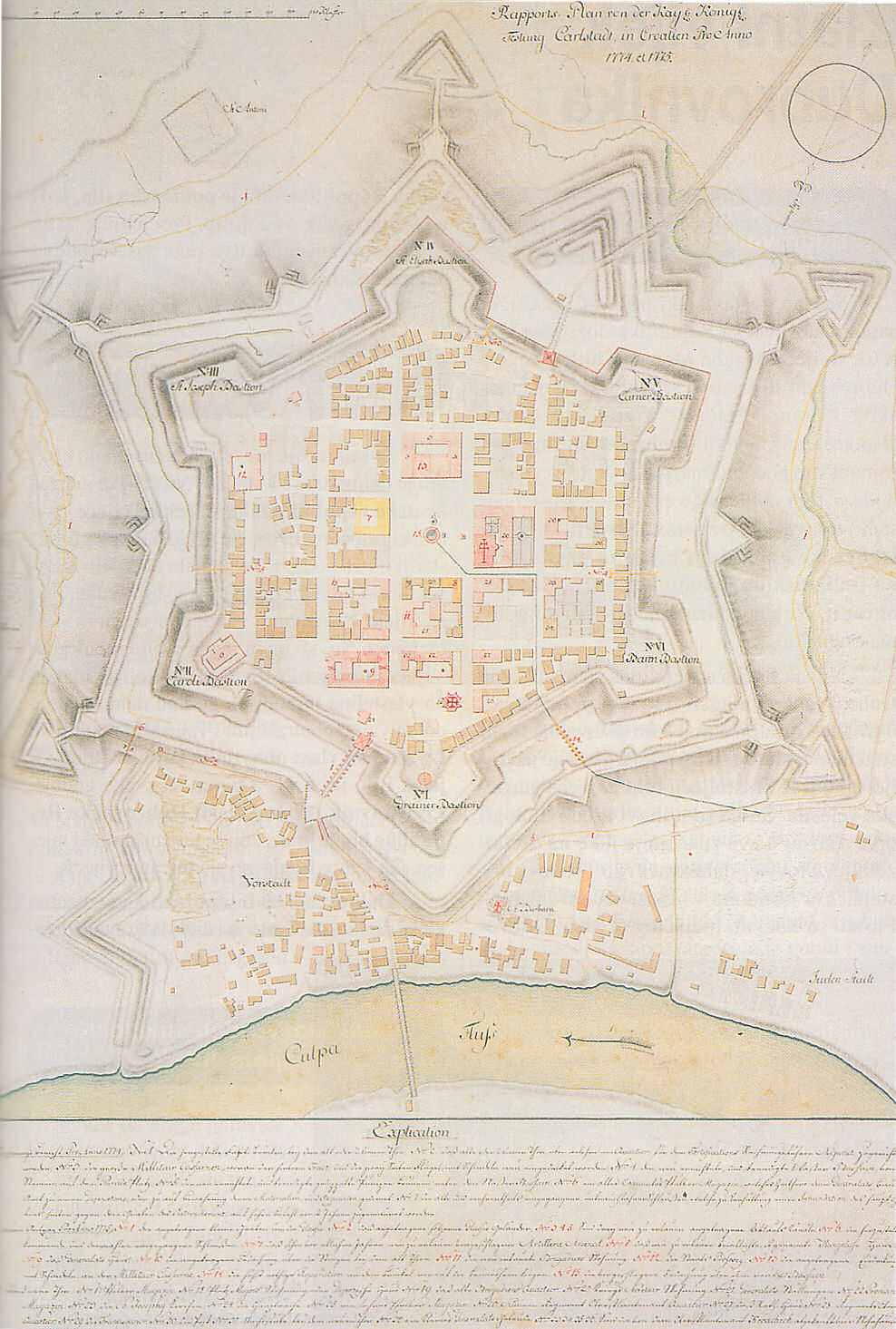
カルロヴァツ要塞　クロアチア　1774年

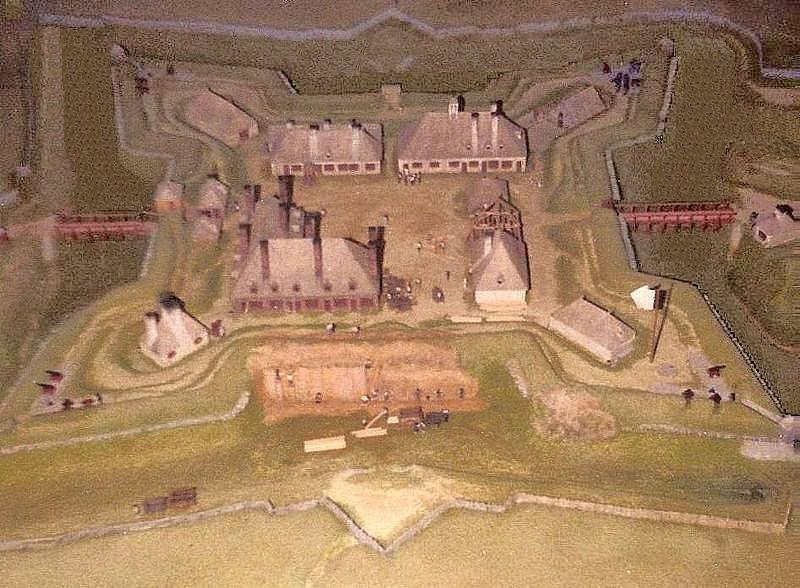
フォート・アン　模型　カナダ

星形要塞一覧（ほしがたようさいいちらん）は、世界各地にある星形要塞のリストである

## カナダ

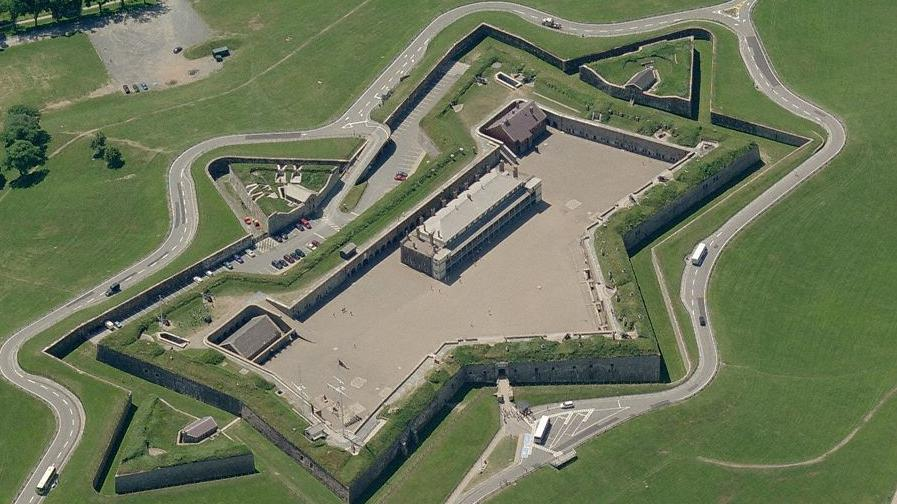
ノバスコシア州ハリファックス　フォート・ジョージ

- シタデル (ケベック)の丘フォート・ジョージ ： ノバスコシア州ハリファックス
- フォート・アン ： ノバスコシア州アナポリスロイヤル
- フォート・ジョージ ： オンタリオ州ナイアガラオンザレイク
- フォート・ミシソーガ ： オンタリオ州ナイアガラオンザレイク
- フォート・エリー ： オンタリオ州フォート・エリー
- ケベック州の城塞 ： ケベック州ケベック
- フォート・ボーセジュール ： ニューブランズウィック・オーラック

## クロアチア
- カルロヴァツ
- オシエク（トゥルジャ）
- プーラ
- スラヴォンスキ・ブロッド

## キプロス

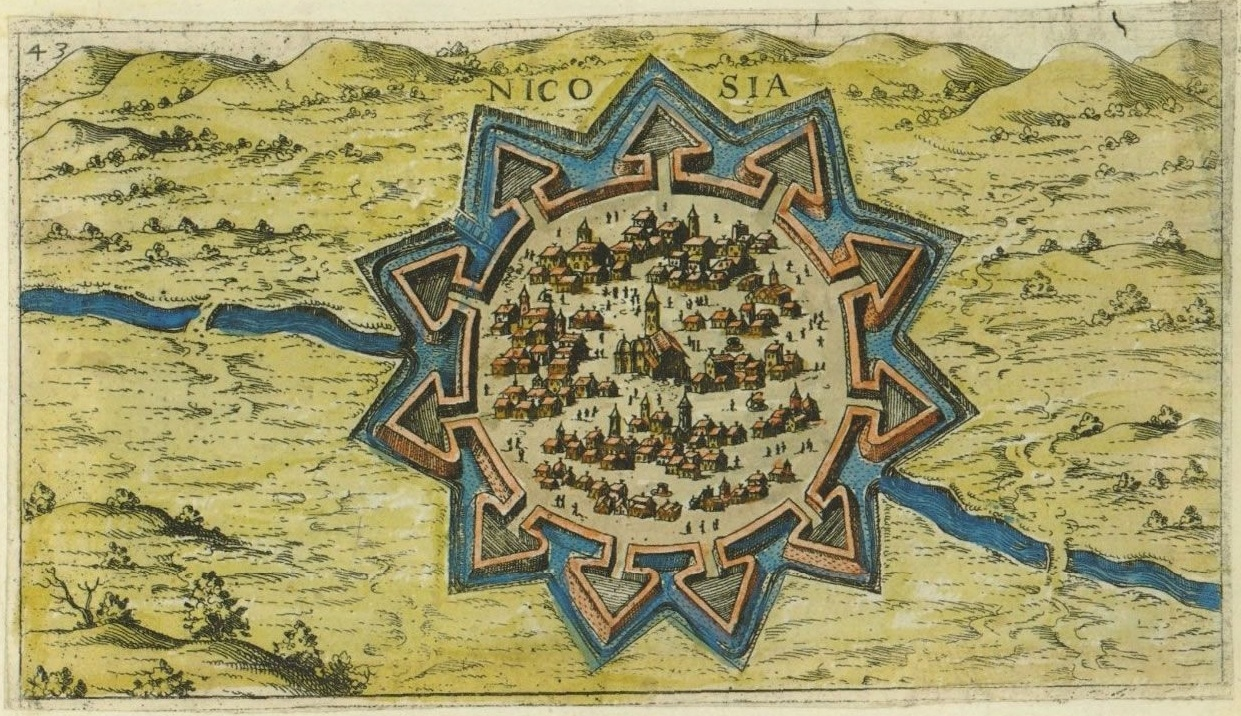
1597年に作成されたキプロス・ニコシアの地図

- ニコシアのベネチア壁

## キューバ
ハバナは港エリアの周りに（定義に応じて）3つまたは4つ星の砦がある
1. サン・サルバドル・デ・ラ・プンタ・デ・カスティーリョ ： 港河口でS形コーナー - 現在要塞軍備博物館
2. カスティージョ・デ・ル・モロ ： 港河口でN形のコーナー - 現在海洋博物館
3. フォルタレザデサンカルロス・デ・ラ・カバナ ： チャネルのN形 - 定義に応じ「starrish」として
4. カスティージョ・デ・ラ・レアル・フェルザ ： チャネルのS形

## チェコ共和国
- オロモウツ

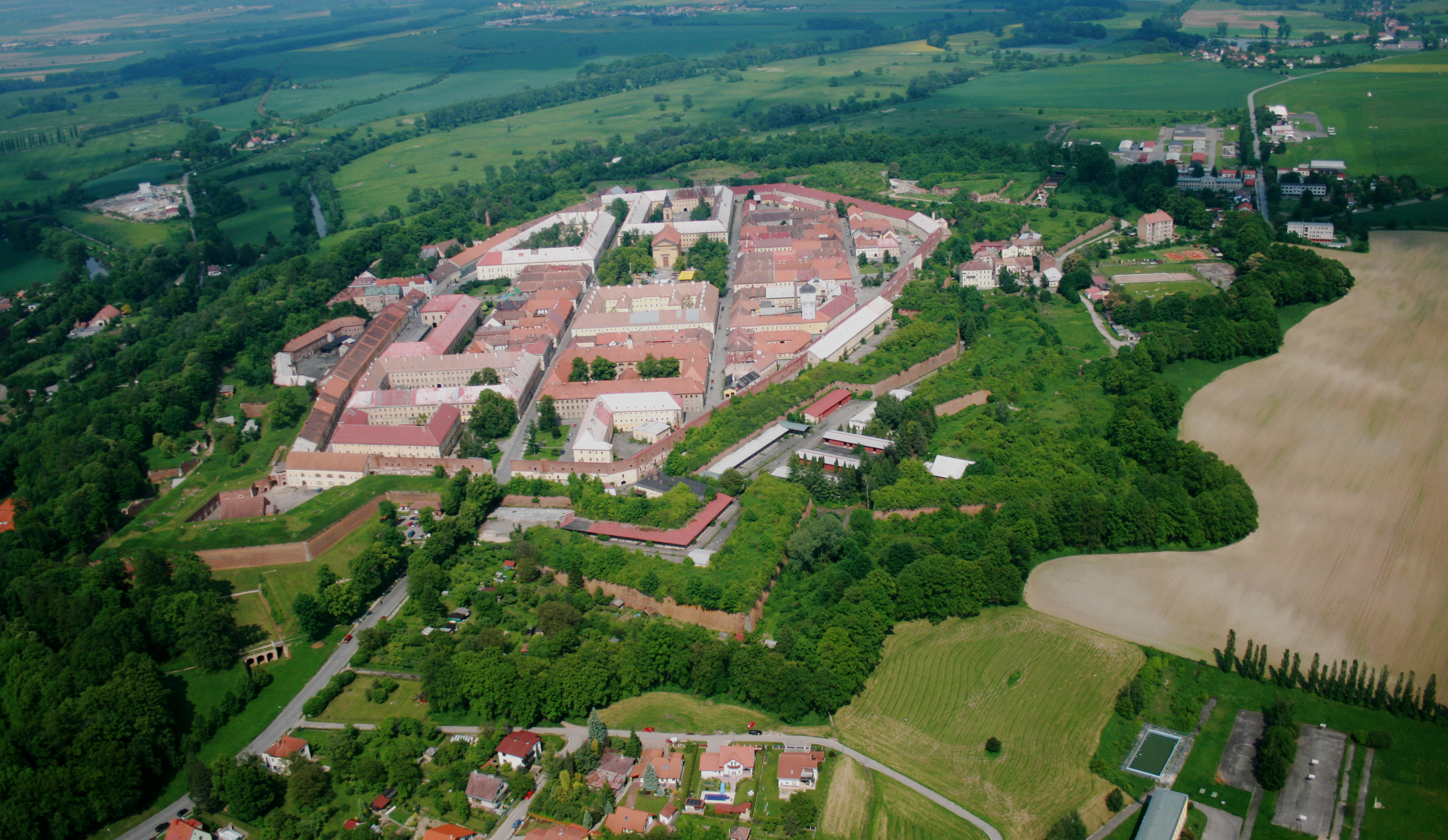
ヨゼフォフ要塞　ヤロムニェルシ

- ヨゼフォフ要塞 ： ヤロムニェルシ - ほぼ完全に今の一部、保存されている。
- テレジーン - ほぼ完全に保存
- フラデツ・クラーロヴェー - 1884年に解体、要塞のわずかな画分が保持されている

## アフガニスタン
- カライジャンギ（英語: Qala-I-Jangi）- 西洋式の星形要塞が作られた

## デンマーク
- カステレット ： コペンハーゲン[1]
- クロンボー城 ： ヘルシンゲル

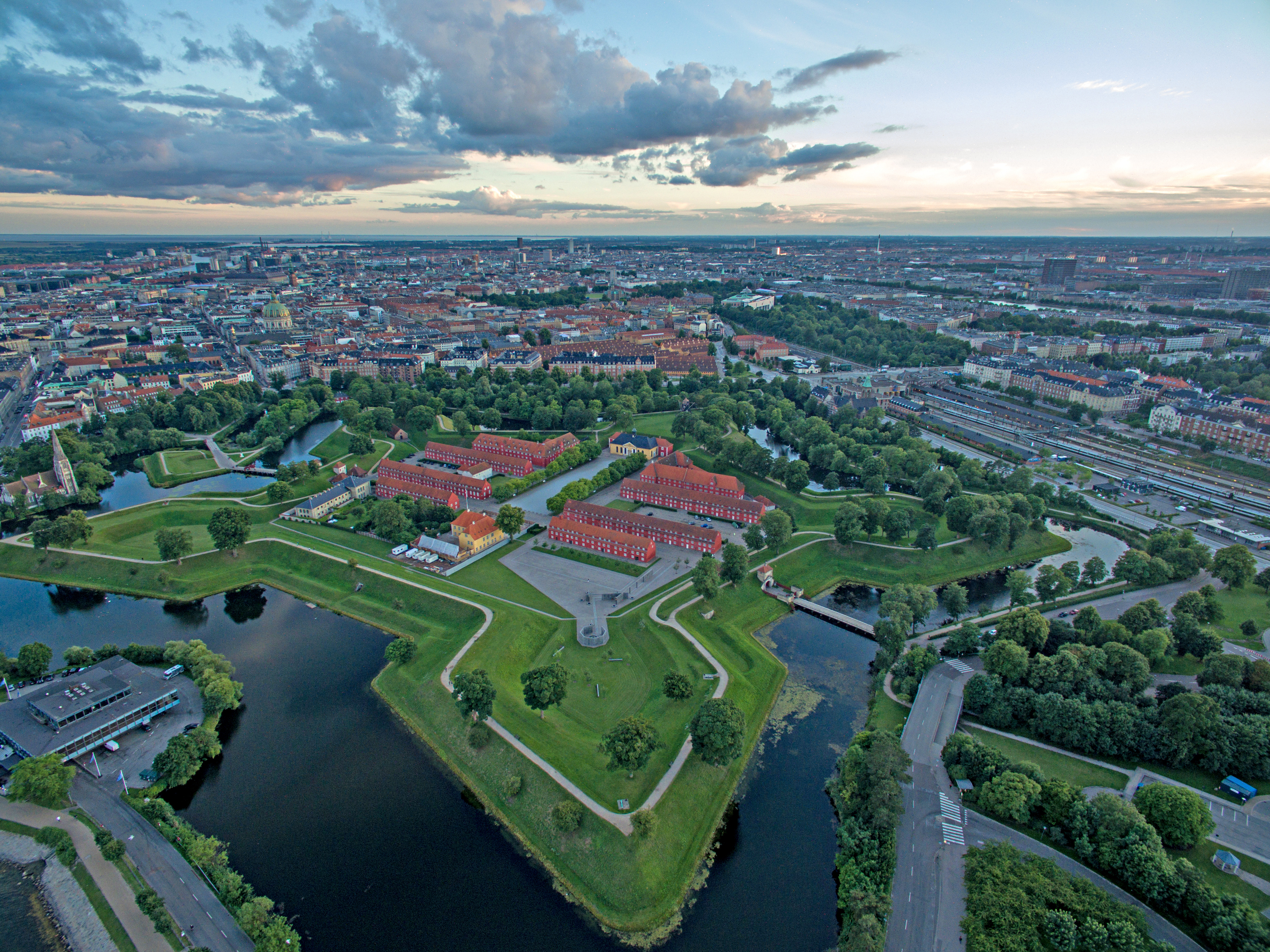
カステレット要塞　デンマーク

- フレデリシア ： ユトランド （旧市街の城壁）

## セルビア
- カレメグダン
- ペトロヴァラディン

## フィンランド

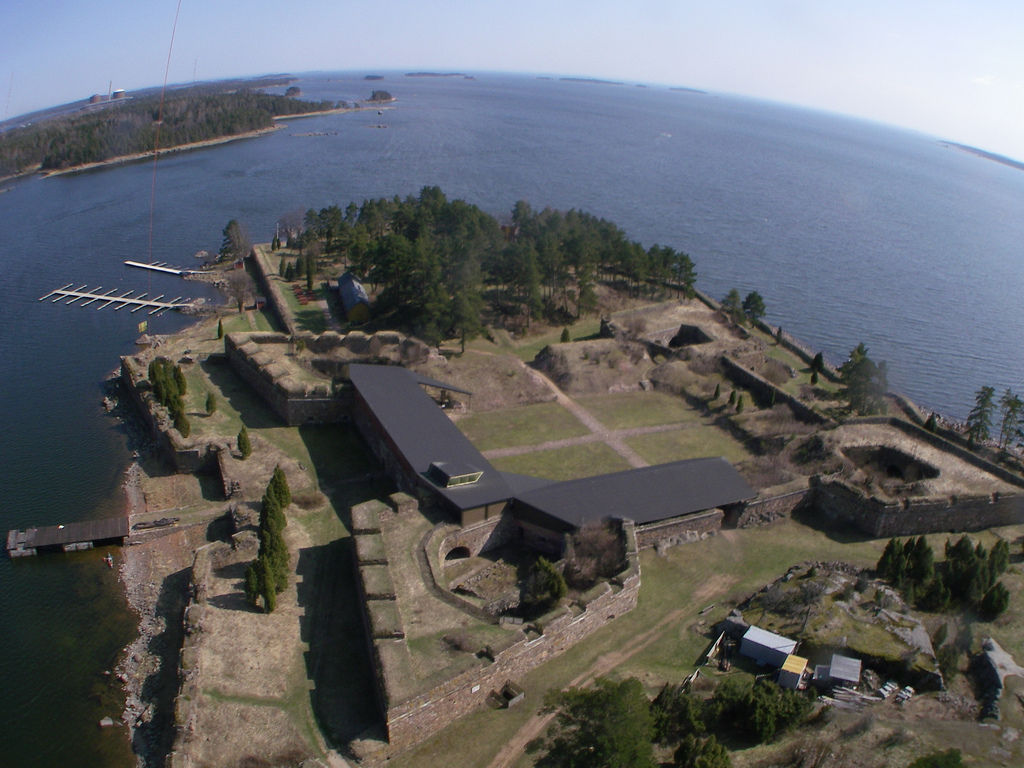
スオメンリンナの要塞

- ハミナ要塞
- スオメンリンナの要塞
- Karnakoski要塞
- ハメーンリンナ

## ノルウェー
- フレドリク星型要塞 ： フレドリクスタ
- ヴァードゥフース要塞 ： バルデ

## フランス
- バイヨンヌ ： アキテーヌ

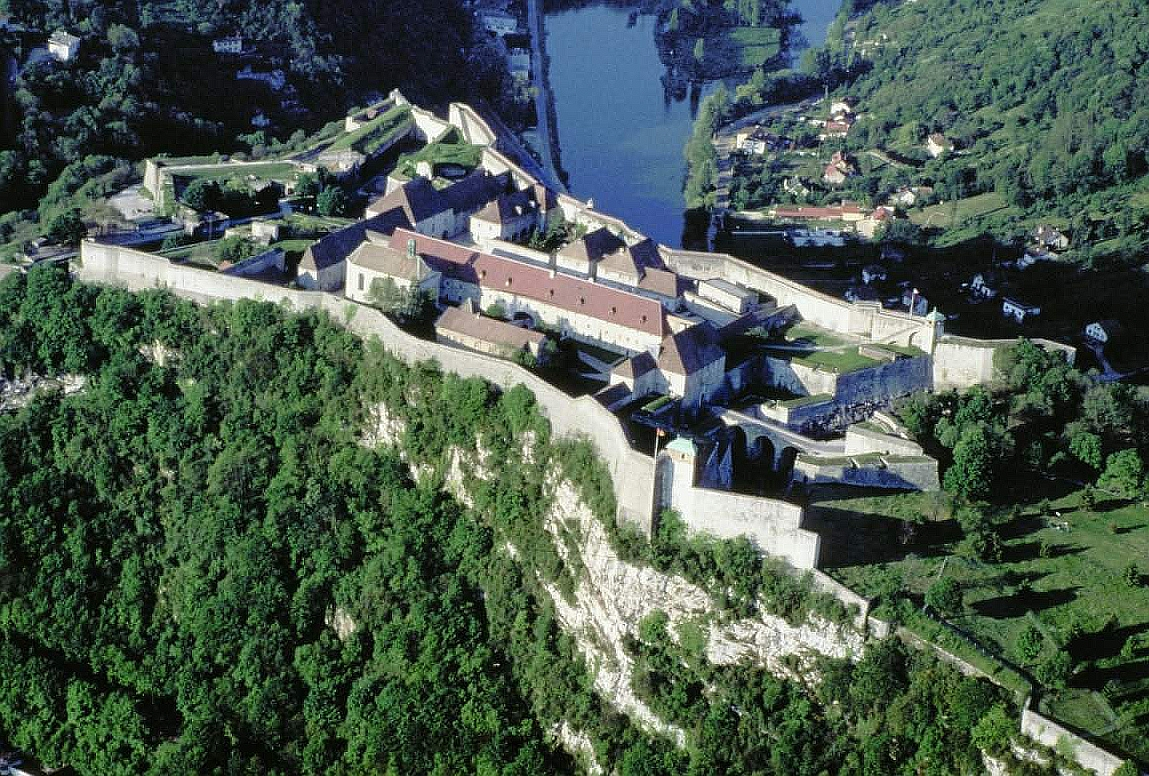
ブザンソン要塞　フランス

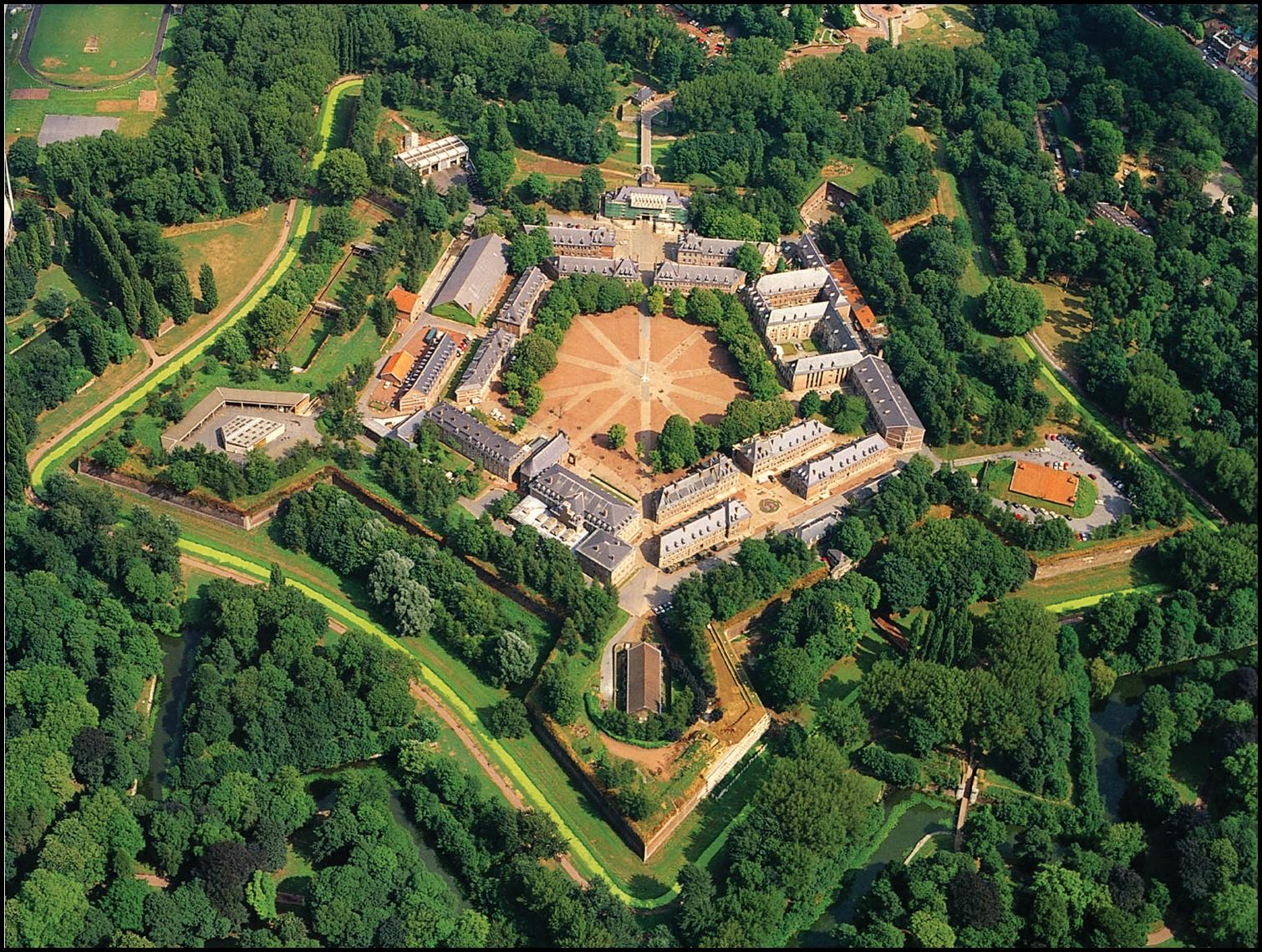
リール城塞　フランス

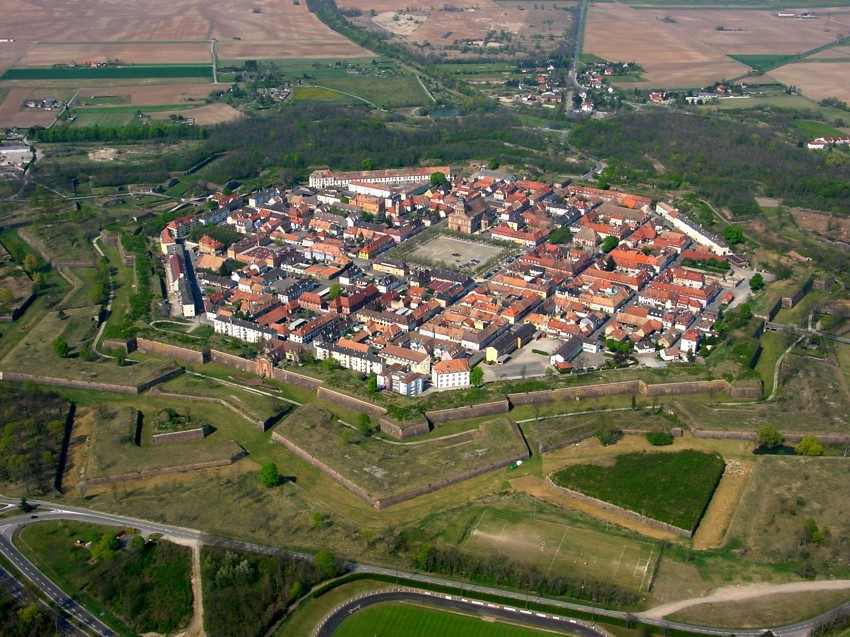
ヌフブリザック　フランス

- ベルフォール ： フランシュ＝コンテ地域圏
- ベルガルド ： ル・ペルテュ
- ブライ ： アキテーヌ
- アラスのシタデル ： パ＝ド＝カレー県
- ブザンソンのシタデル ： フランシュ＝コンテ地域圏
- ビッシュのシタデル ： ロレーヌ
- カレーのシタデル ： パ・ド・カレー県
- シタデル・デ・モントルイユ・シュル・メール ： ノール＝パ・ド・カレー
- ニウレイ要塞 ： ノール＝パ・ド・カレー
- グラヴリンヌ都市囲郭 ： ノール＝パ・ド・カレー
- ヴァリエール要塞 ： ノール＝パ・ド・カレー
- ルイ要塞（Fort Louis） ： ノール＝パ・ド・カレー(Nord-Pas-de-Calais)
- リール城塞 ： ノール
- バロー ： イゼール
- モン・ヴァレリアン ： パリ
- ビセートル ： イル＝ド＝フランス
- イヴリー ： イル＝ド＝フランス
- シャラントン ： イル＝ド＝フランス
- 要塞・デ・ラ・プレー(Fort de La Pree) ： イル＝ド＝レ島（Ile de Re）
- モンアルバンの砦 ： ニース
- 要塞・カレ ： コートダジュール・ アンティーブ
- ヌフ＝ブリザック ： オー＝ラン県
- ラガルド ： ラングドック＝ルシヨン
- モン＝ルイ ： ラングドック＝ルシヨン
- ペルピニャン ： ラングドック＝ルシヨン
- サン・エルム ： ラングドック＝ルシヨン
- モン＝ドーフィン ： オート＝アルプ県
- サン・ジャン・ピエ・ド・ポート ： アキテーヌ
- サン＝マルタン・ド・レ ： ポワトゥー＝シャラント地域圏シャラント＝マリティーム県
- ベルグ ： ノール
- ル・ケノアノール
- モーブージュ ： ノール
- ロクロア ： アルデンヌ
- トゥール ： ロレーヌ

## ドイツ

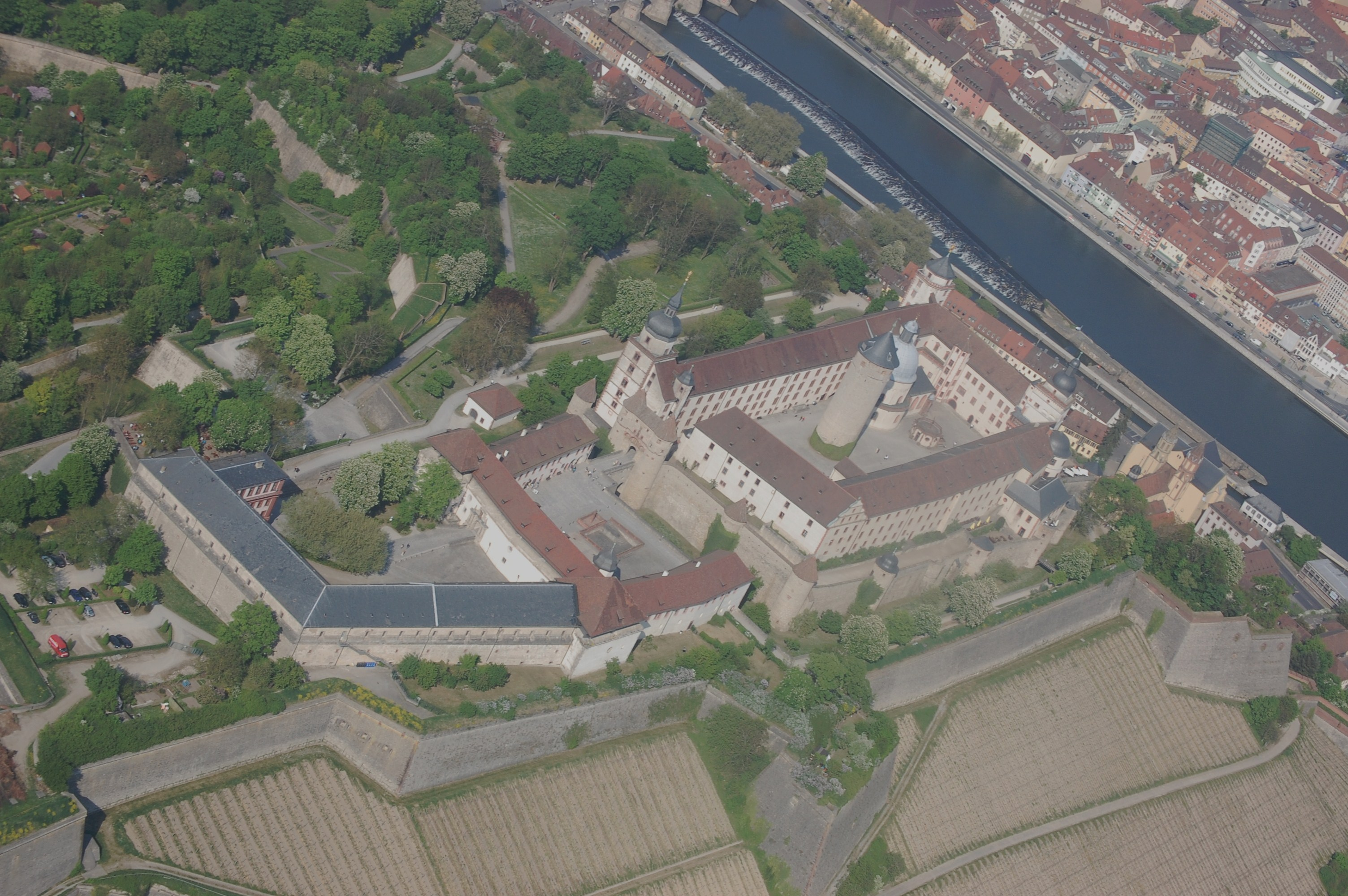
マリエンベルク要塞。ヴュルツブルク

- アウクスブルク
- ドレスデン - 4分の1だけ残る
- ザールルイ
- ギンスハイム＝グスタフスブルク
- シュパンダウ城塞
- フランクフルトアムマイン
- ハンブルク
- ユーリッヒ
- リューベック
- マインツ
- マリエンベルク＝ヴュルツブルク
- ロストク
- フェヒタ

## インド
- セントジョージ要塞 ： チェンナイ
- アグアーダ砦 ： ゴア
- アンカゼング要塞 ： カレーラー
- 聖アンジェロ砦 ： カレーラー
- テリチェリー要塞 ： カレーラー
- 要塞・ウィリアム ： コルカタ
- マンジャラバド要塞 ： サクルシュプール

## イタリア
- カプア ： ラツィオ・カプア
- ミランドラ
- サンタンジェロ城 ： ローマ

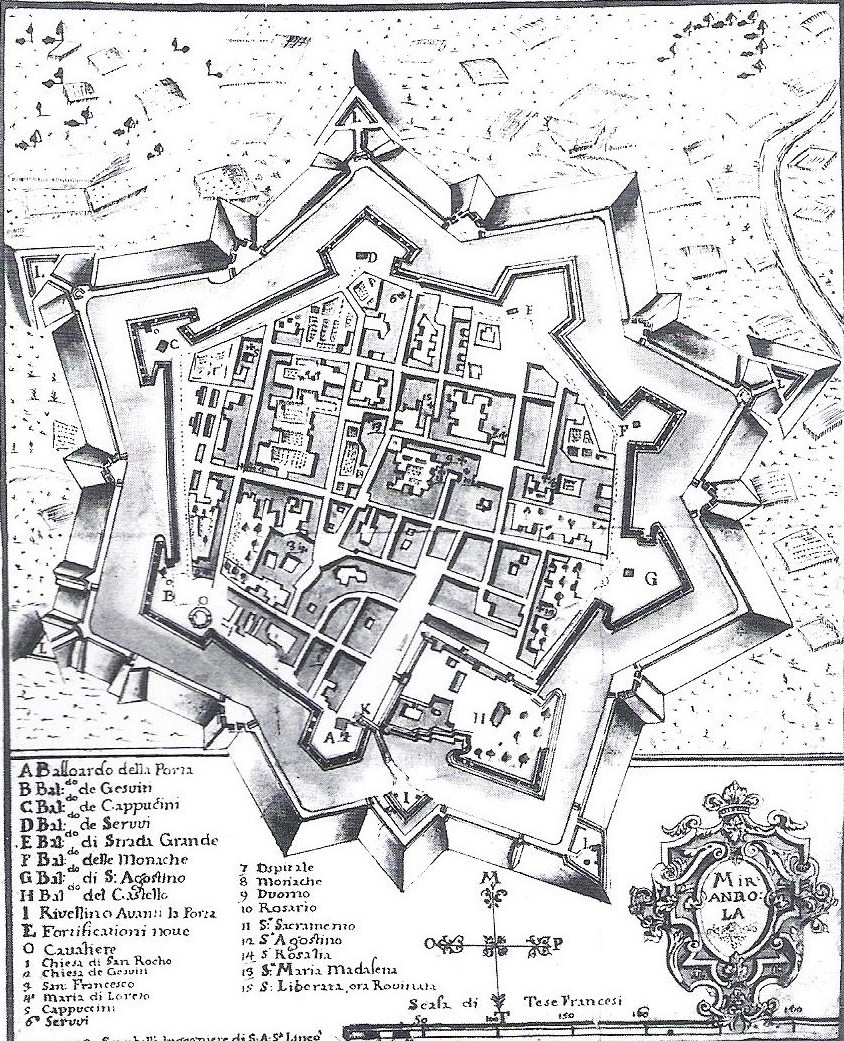
ミランドラ　古地図　イタリア

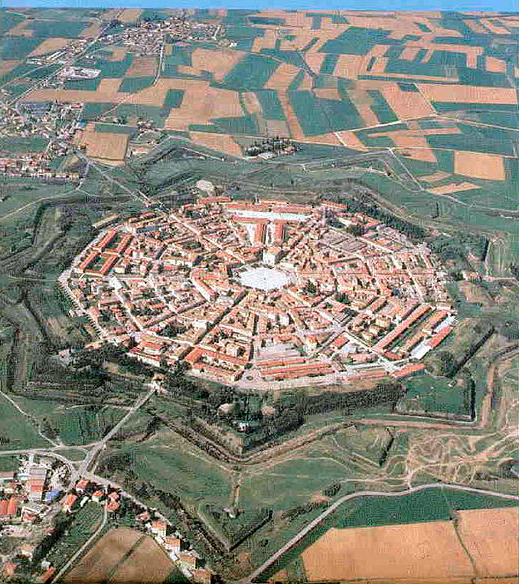
パルマノヴァ　イタリア

- アレッサンドリアのシタデル ： ピエモンテ・アレッサンドリア
- アンコーナのシタデル ： マルケ
- ベルガモのシタデル ： ロンバルディア・ベルガモ
- カステッロ・アラゴン ： レッチェ・オトラント
- カステッロ・ディ・バルレッタ ： プーリア・バルレッタ
- カステッロ・ディ・コペルティーノ ： レッチェ・コペルティーノ
- カステッロ・ディモーラ・ディ・バーリ ： モーラ・ディ・バーリ
- カステッロ・ディ・サンタセヴェリナ ： クロトーネ・サンタセヴェリナ
- エミリアロマーニャ/フェラーラ街の壁 ： フェラーラ
- フォルテ・ベルヴェデーレ ： トスカーナ・フィレンツェ
- フォルテ・ディアマンテ ： リグーリア・ジェノヴァ
- フォルテ・Puin ： リグーリア・ジェノヴァ
- フォルテ・サンジャコモ ： リグーリア・ヴァードリーグレ
- フォルテ・サンガッロ ： ラツィオ・チヴィタカステッラーナ
- フォルテ・サンタテクラ ： リグーリア・ジェノヴァ
- フォルテ・スパニョロ ： アブルッツォ・ラクイラ
- フォルテッツァ・メディチナ ： トスカーナ・アレッツォ
- グロッセート ： トスカーナ・グロッセート
- グァスタラエミリア　ロマーニャ
- フォルテステラ ： トスカーナ・ポルトエルコレ
- 古要塞 ： トスカーナ・リボルノ
- 要塞・ダ・バッソ ： トスカーナ・フィレンツェ
- ポッジョインペリアーレの要塞 ： トスカーナ・ポッジボンシ
- プリアマール要塞 ： リグーリア・サヴォーナ
- ラディコーファニ/トスカーナの要塞
- ヴィナーディオの要塞 ： ピエモンテ・ヴィナーディオ
- パルマノーヴァ ： フリウリベネチアジュリア・パルマノヴァ
- ペスキエーラ・デル・ガルダ ： ヴェネト
- ポルトアズーロ ： トスカーナ・リボルノ、
- サッビオネータ ： ロンバルディア・サッビオネータ
- サンセポルクロ ： トスカーナ・サンセポルクロ
- ヴェネツィア/鉄道橋の近く本土星型砦

## アイルランド
- ダンカノン砦：ウェックスフォード県ダンカノン（英語版）
- チャールズ要塞（英語版）：コーク県キンセール（英語版）
- エリザベス要塞 (アイルランド)（英語版）：コーク県コーク市
- ジェイムズ砦（英語版）：コーク県キンセール
- Ticrohan城：ミース県クロナード（英語版）

## 日本

19世紀築造の五稜郭

- 五稜郭 ： 北海道函館市 - 五芒星形。特別史跡として有料公開。
- 四稜郭 ： 北海道函館市 - 五稜郭の堡塁・四芒星形。史跡公園として無料公開。アクセスは悪い。
- 戸切地陣屋 : 北海道北斗市 - 四芒星形。史跡公園として無料公開。
- 龍岡城 ： 長野県佐久市 - 五芒星形。公有地(小学校)につき見学は開放日のみ。
- 楠葉台場 : 大阪府枚方市 - 南側土塁にのみ稜堡式を採り入れた設計。史跡公園として整備、無料。
- 和田岬砲台 : 兵庫県神戸市 - 六芒星形のうち二陵を入口と直線土塁に造形する。砲塔のみ現存。民間企業有地内にあり見学は申込制。

## リトアニア

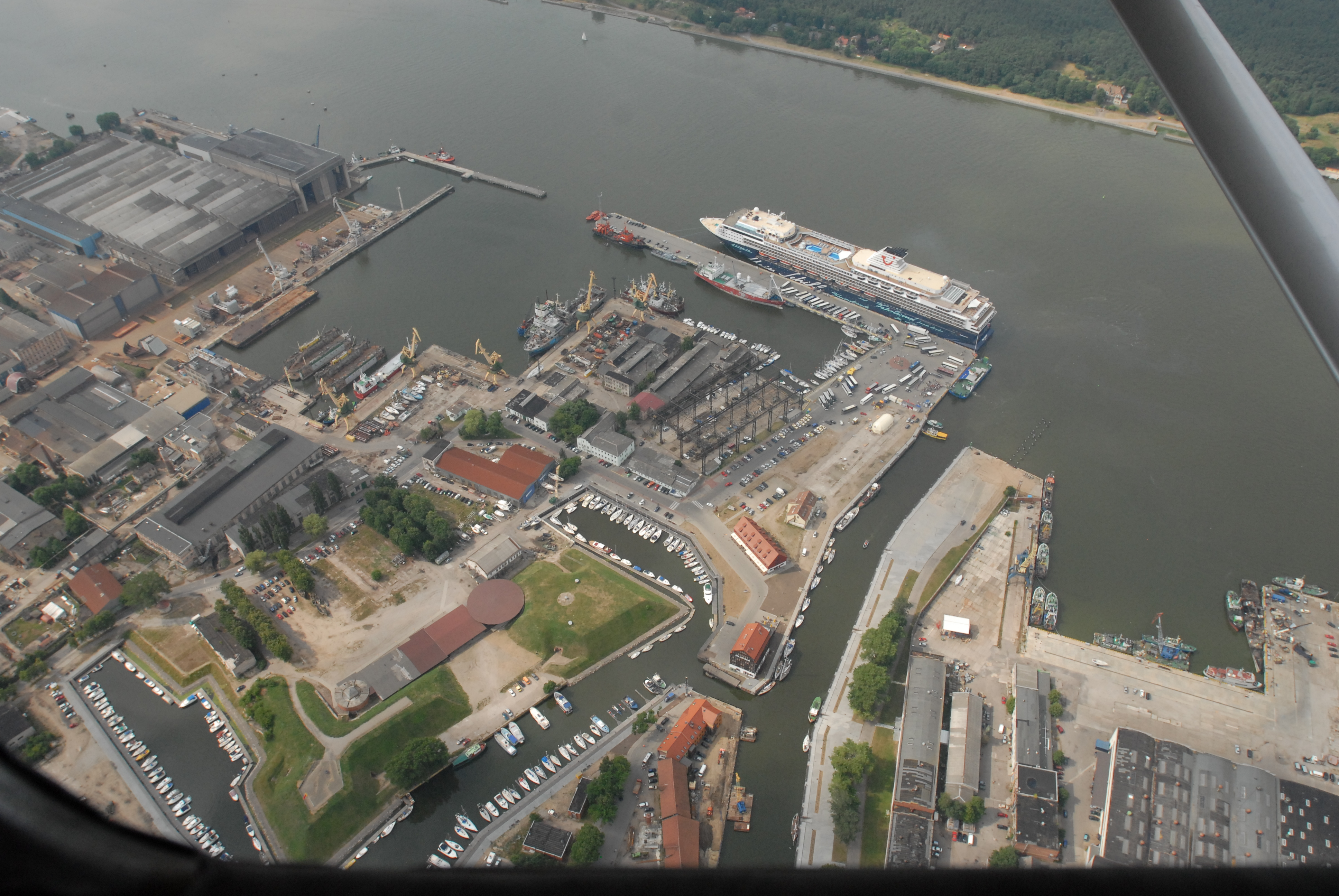
クライペダ城　リトアニア

- ビルジャイ城
- クライペダ城

## マレーシア
- コーンウォリス要塞 ： ペナン・ジョージタウン

## マルタ

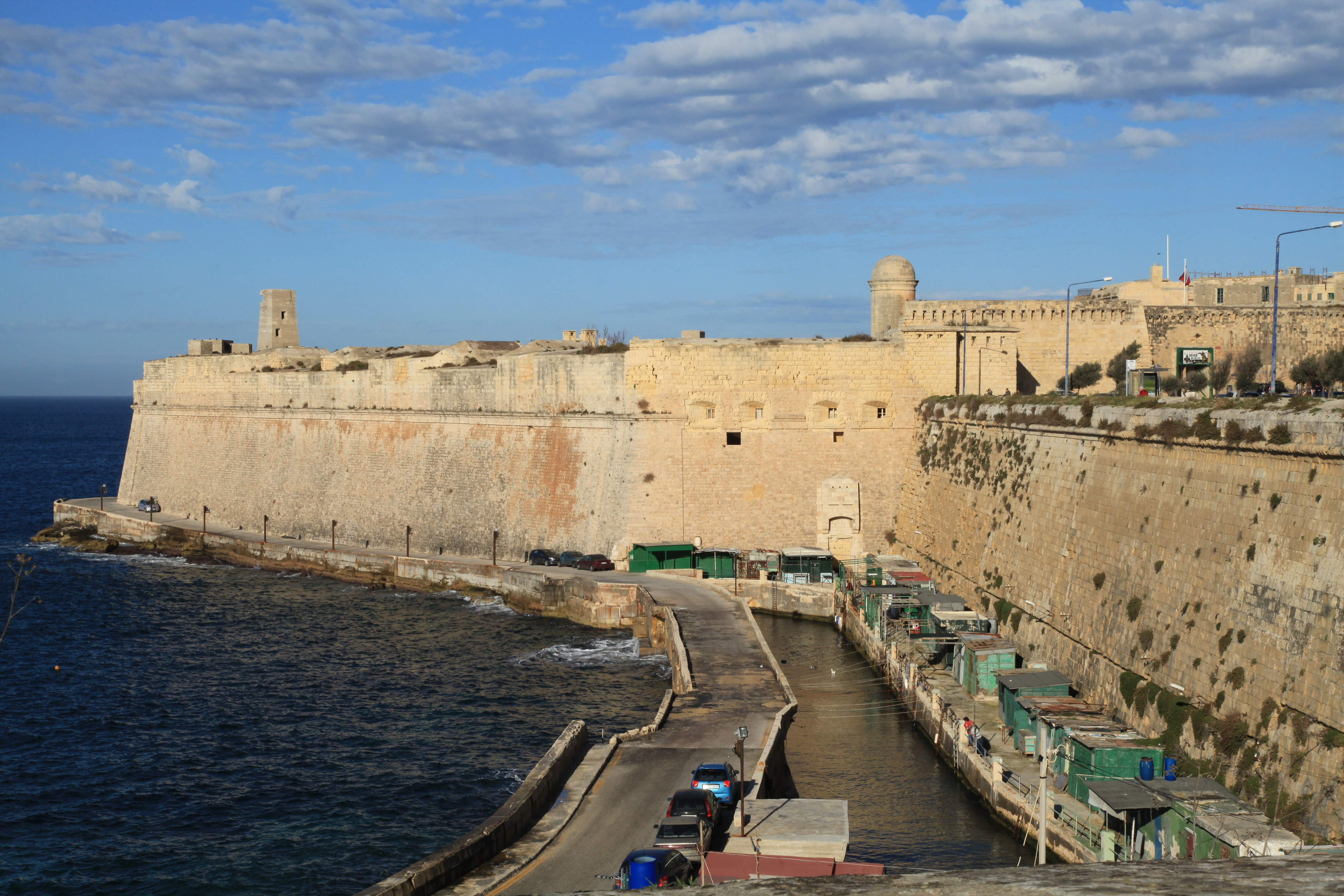
要塞セントエルモ バレッタ

- フォート・セントエルモ
- フォート・マノエル

## オランダ
オランダ要塞都市の一覧も参照

### フローニンゲン

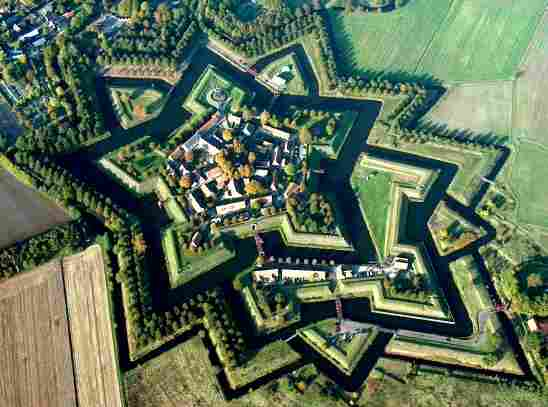
バウルタンゲ　オランダ

- アッピンゲダム (nl:Appingedam)
- バウルタンゲ (nl:Bourtange)
- デルフザイル
- フローニンゲン
- ニューエスカンス (nl:Nieuweschans)
- アウデスカンス (nl:Oudeschans)
- ウィンスホーテン (nl:Winschoten)

### フリースラント
- ボルスヴァルト (nl:Bolsward)
- ドックム (nl:Dokkum)
- フラネケル
- ハーリンゲン
- レーワルデン
- スロテン (nl:Sloten)
- スネーク
- スタフォーレン (nl:Stavoren)

### ドレンテ

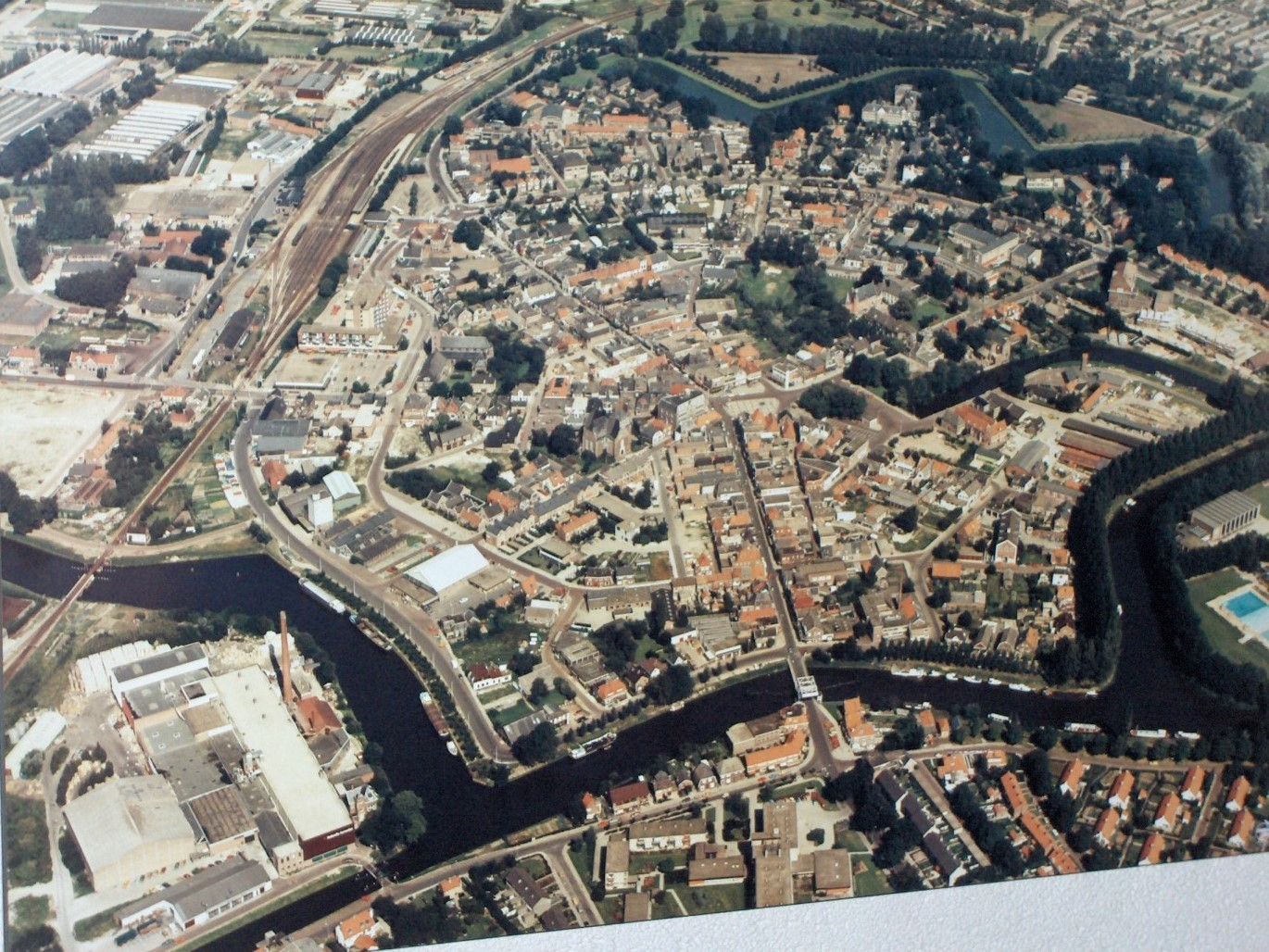
クーフォルデン　1965年　オランダ

- クーフォルデン (nl:Coevorden)

### オーフェルアイセル
- (nl:Blokzijl)
- デーフェンテル
- エンスヘデ
- ホール
- ハッセルト
- カンペン
- (nl:Oldenzaal)
- オメン
- (nl:Ootmarsum)
- ステーンウェイク
- (nl:Vollenhove)
- ズウォレ

### ヘルダーラント
- アルンヘム
- (nl:Bredevoort)
- ドースブルフ
- (nl:Doetinchem)
- (nl:Elburg)
- (nl:Groenlo)
- (nl:Harderwijk)
- (nl:Hattem)
- ロッヘム
- ナイメーヘン
- (nl:Tiel)
- ワーゲニンゲン
- ザールトボンメル
- ジュトフェン

### ユトレヒト
- アメルスフォールト
- アウデワーテル
- ユトレヒト
- ウールデン

### 北ホラント

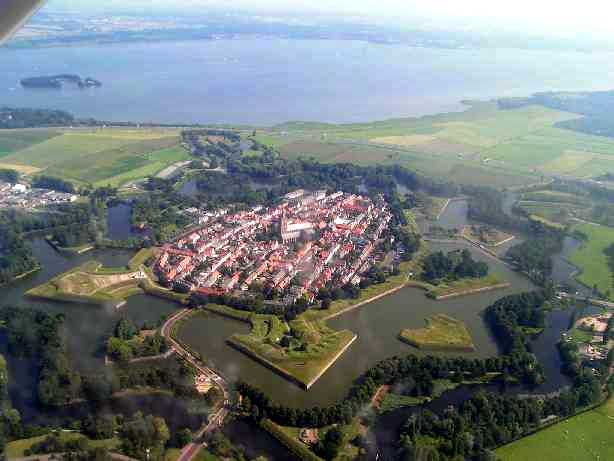
ナールデン　オランダ

- アルクマール
- アムステルダム
- エダム
- エンクハウゼン
- ハールレム
- ホールン
- メーデンブリック
- (nl:Monnickendam)
- (nl:Muiden)
- ナールデン
- プルムレンド
- ウェースプ

### 南ホラント
- ブリーレ
- ホリンヘム
- ヘレフートスライス(nl:Hellevoetsluis)
- ニーウポールト

### ゼーラント
- (nl:Aardenburg)
- (nl:Brouwershaven)
- フォート・バース
- ゴーズ
- ヒュルスト
- (nl:IJzendijke)
- ミデルブルフ
- (nl:Oostburg)
- (nl:Retranchement)
- スロイス
- フリシンゲン
- ジーリックジー

### 北ブラバント

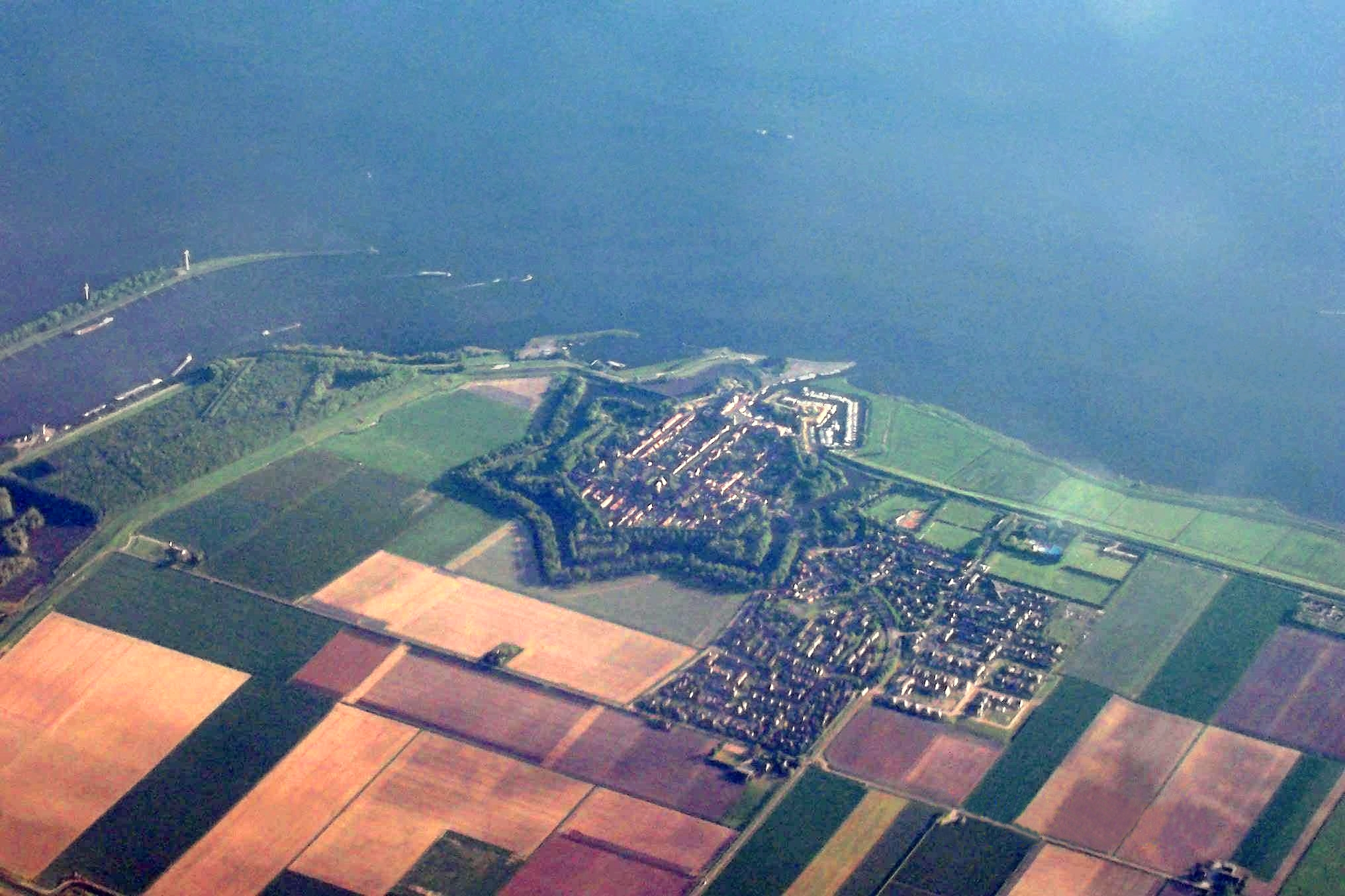
ウィレムスタットを空中から

- ベルヘン・オプ・ゾーム
- ブレダ
- (nl:Geertruidenberg)
- (nl:Grave)
- ヘルモント
- セルトーヘンボス
- フースデン
- (nl:Klundert)
- (nl:Megen)
- オッス
- (nl:Ravenstein)
- ステーンベルヘン
- ウィレムスタット
- (nl:Woudrichem)

### リンブルフ
- アルセン
- (nl:Gennep)
- マーストリヒト
- (nl:Nieuwstadt)
- ルールモント
- シタルト
- (nl:Stevensweert)
- フェンロ
- ウェールト

## フィリピン

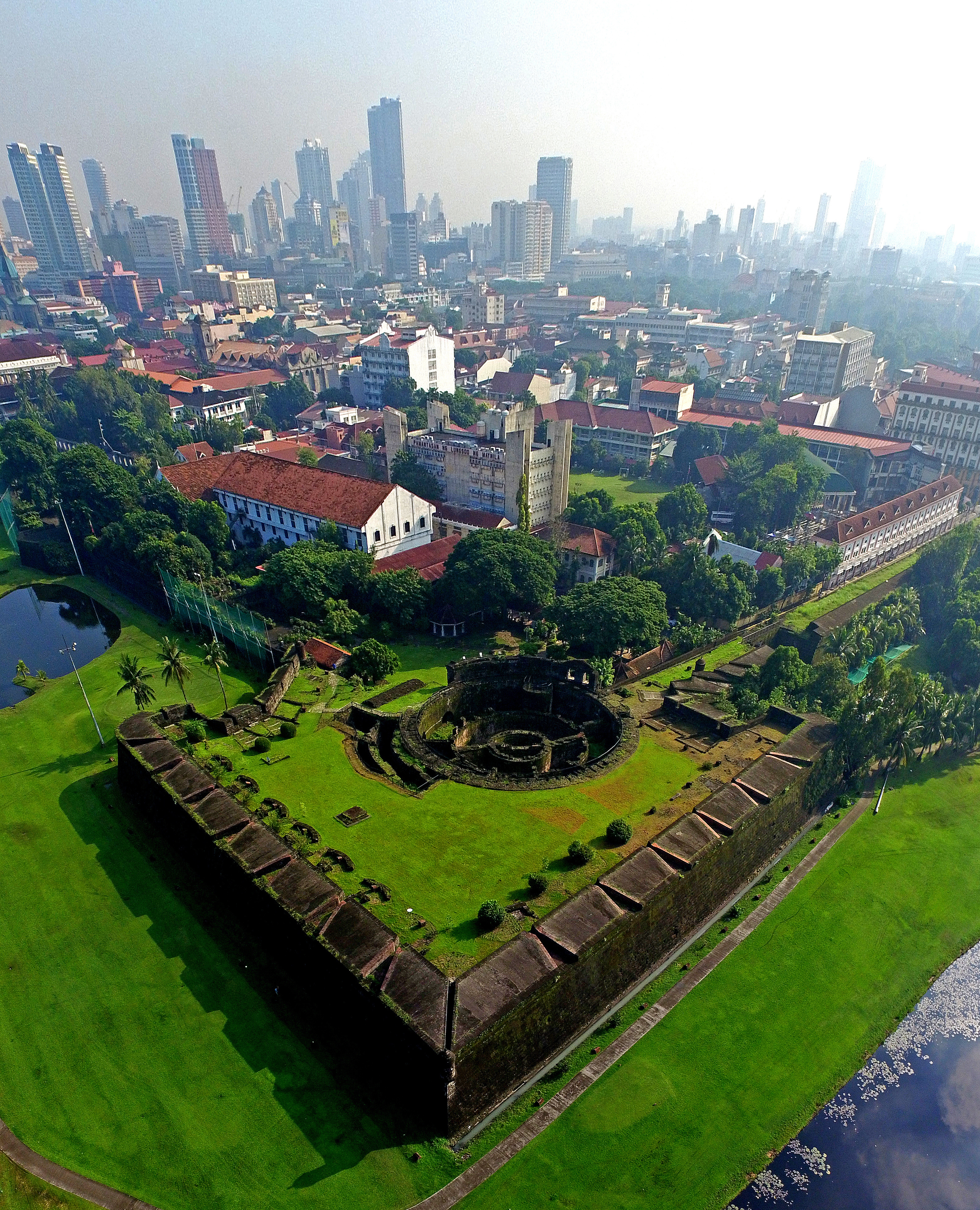
インストラムロス　フィリピン

- イントラムロス

## プエルトリコ
1. .要塞サンクリストバル ： サンファン
2. .要塞サンフェリペデルモロ ： サンファン

## ペルー
- カヤオのフェリペ要塞 - ヴォーバン式星型要塞, 1647完成、1746地震で崩壊、1747再建

## ルーマニア
- アラド
- アルバユリア
- フグラシ
- オラデア
- ティミショアラ

## ポルトガル
- アルメイダ

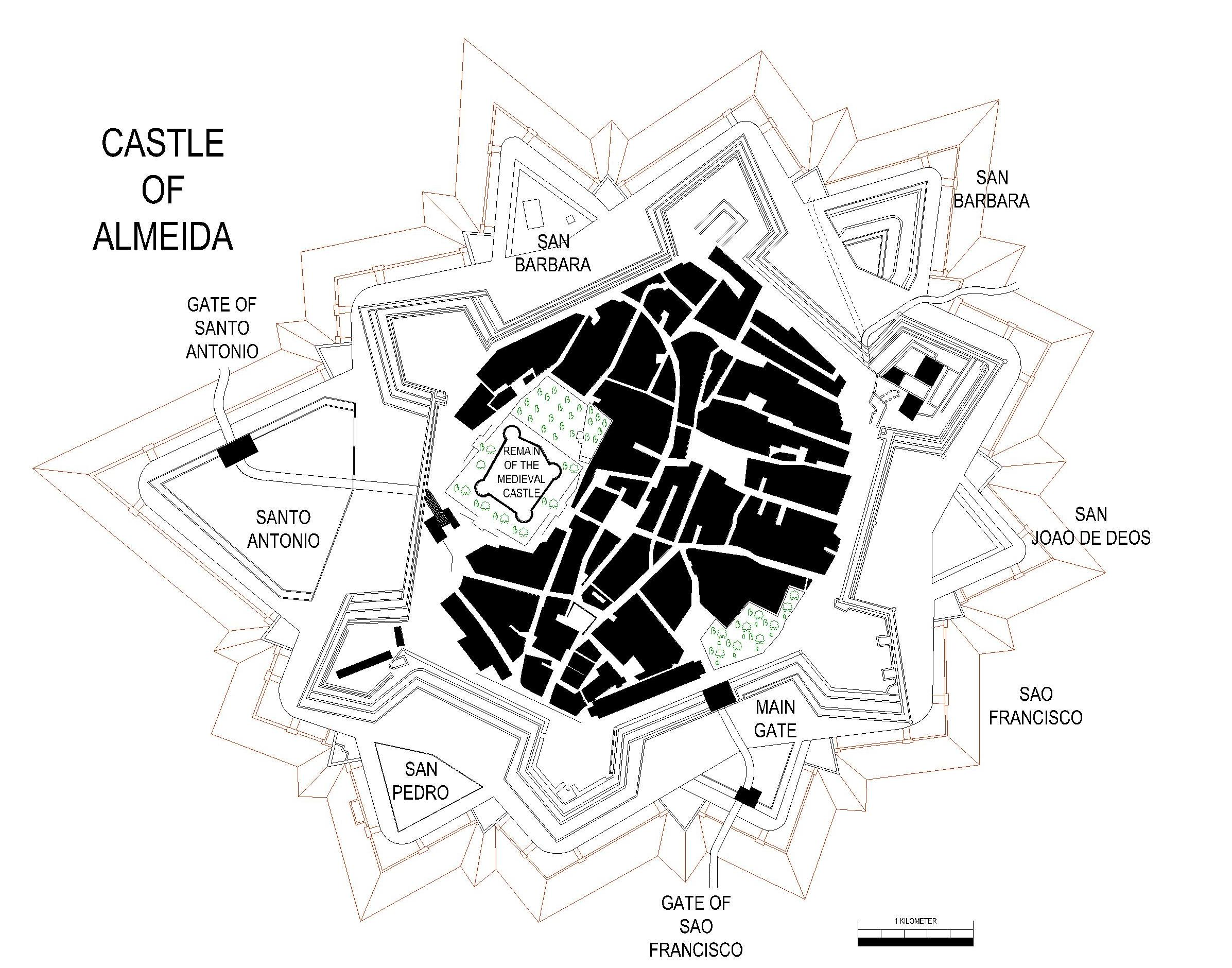
アルメイダの要塞　ポルトガル

- アゾレス - フォルタレザ・デ・サンジョアン・バピティスタ・ダ・イルハテルセイラ/フォルタレザ・デ・サオセバスチャン（テルセイラ島）
- カスカイス - フォルタ・デ・サントアントーニオ・ダ・バラ/シダ・デ・ラ・デカスカイス
- エルヴァス - 国境防衛都市エルヴァスとその要塞群(フォルタ・デ・サンタルジア)
- リスボン - フォルタ・デ・サンブルーノ/フォルタ・デ・ジュリアオ・ダ・バーハ（オエイラス）
- エストレモス
- エボラ
- モンサン
- ペニシェ
- ヴァレンサ

## ポーランド

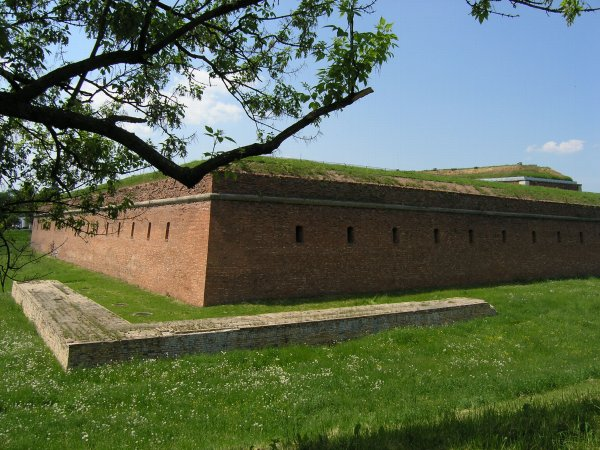
ザモシチ要塞　ポーランド

- ザモシチ要塞
- コジレ
- ボイエン要塞
- ポズナン要塞
- クシシュトプル城
- クウォツコの要塞
- Srebrnogorska要塞
- ニサ
- グダニスク

## スロバキア

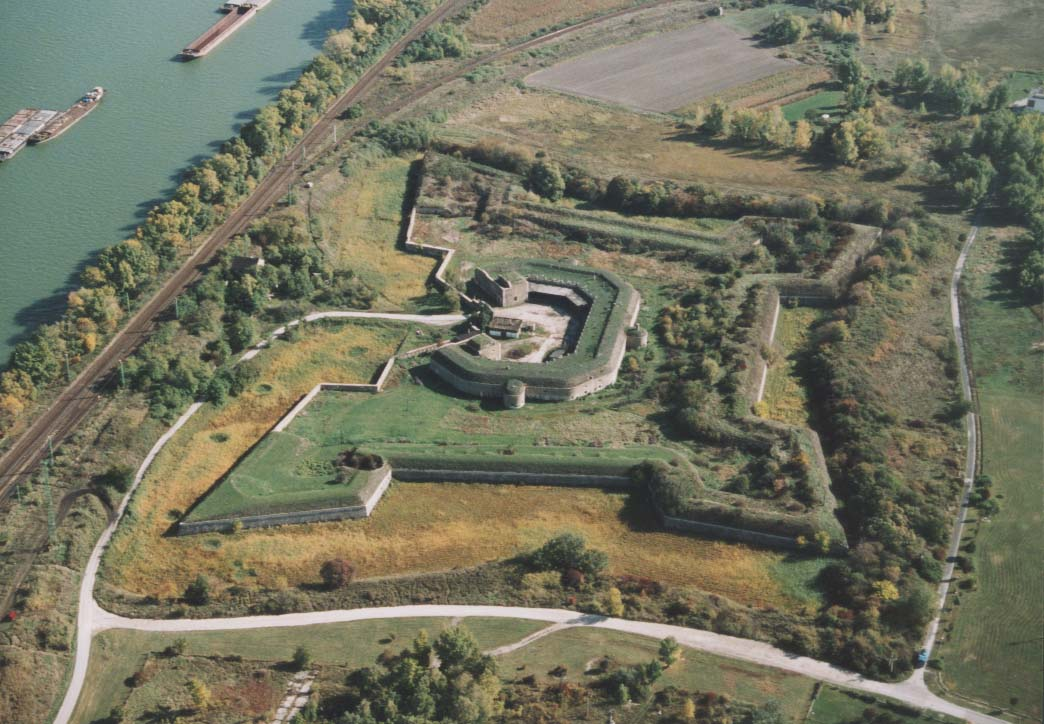
星型要塞コマルノ、スロバキア

- ノヴェー・ザームキ - 唯一の六角形の中心街として見られる
- コマルノ - 主に近隣都市の領域にも強化複合体を保存
- コマロム
- レオポルトシュタット(Leopoldov) - 主に州刑務所として、保存

## 南アフリカ
- フォート・デ・ゴード・フープ - 1652-1674年、永住後に取り壊され、キャッスル・オブ・グッド・ホープに取替わる
- キャッスル・オブ・グッド・ホープ - 1666年に、土製のフォート・デ・ゴード・フープとを交換するために構築

## スペイン

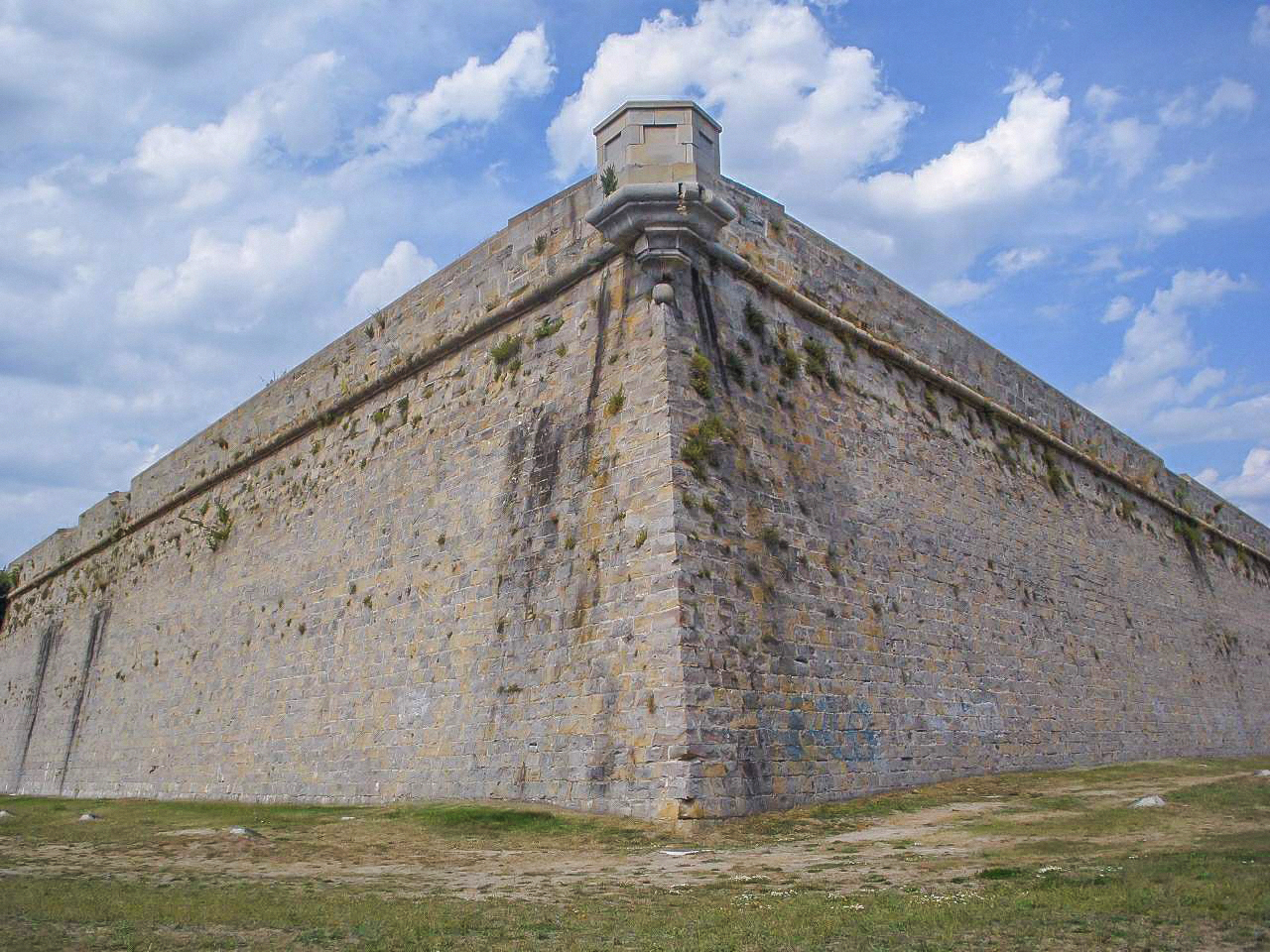
パンプローナ城塞要塞の一つ

- アルデア・デル・オビスポ - リアル・フエルテ・デ・ラ・コンセプシオン
- バダホス
- コルーニャ - カスティージョ・デ・サンアントン・イ・カスティージョ・デ・サン・ディエゴ
- バルセロナ - カスティージョ・デ・モンジュイック・イ・ラ・アンティグア・シウダデラ・ミリタール・デ・バルセロナ(シウタデリャ公園)
- カディス - カスティージョ・デ・サンセバスティアン、カスティージョ・デ・サンタ・カタリナ、ラカンデラリア堡塁、フエルテ・デ・プンタレス・イ・フエルテ・デ・Cortadura
- フェロール - カスティージョ・デ・サンフェリペ・イ・カスティージョ・デ・デ・ラ・パルマ
- フィゲラス - サンフェラン城
- ハカ - Ciudadela・デ・ハカ
- ラ・リネア・デ・ラ・コンセプシオン - フエルテス・デ・サンフェリペ、サンカルロス、サンフェルナンド、サンノゼ、サンタマリアナ、サンベニート、イ・フエルテ・デ・サンタ・バーバラ
- パンプローナ - Ciudadela・デ・パンプローナ
- カタロニア・ロザス - Ciudadela・デ・ロサス
- サラマンカ
- サルバテーラ・デ・ミーニョ - - カスティージョ・デ・サンチャゴAytona

## スリランカ

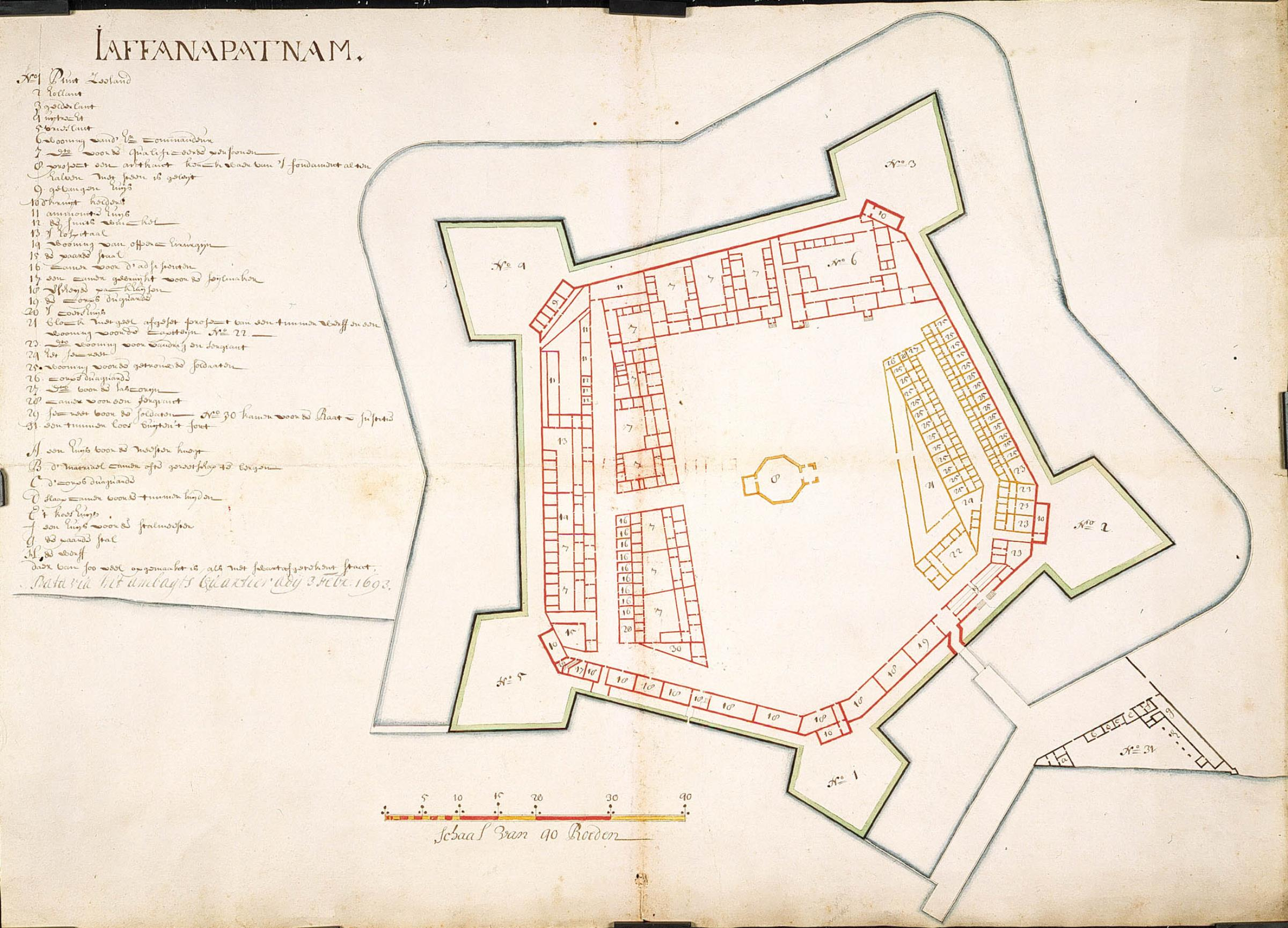
ジャフナ要塞　スリランカ

- 星型要塞（ マタラ ）
- ジャフナ要塞（ ジャフナ ）

## スリナム
- フォート・ニューアムステルダム、コメウィネ・ニューアムステルダム
- パラマリボ市街歴史地区#ゼーランディア要塞

## スウェーデン
- ランツクルーナ・シタデル
- マルメ城
- ヴァールベリ要塞
- エルブスボリ城

## イギリス
- フォート・アマースト : チャタム
- ベリックアポントゥイード町の壁
- カリスブルック城 : ワイト島
- フォート・カンバーランド : ポーツマス
- デリーの城壁
- エブリントン兵舎 : デリー
- フォート・ジョージ : ハイランド
- ヒルジーライン : ポーツマス

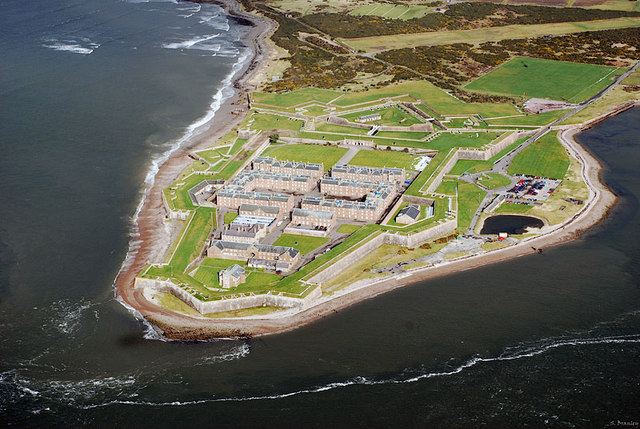
スコットランドのフォート・ジョージ、空中から。イギリス諸島その時代のもので最も保存状態のよい砦

- ランドガード要塞 : フェリックストウ（Felixtowe）
- フォート・Monckton : ゴスポート
- ペンデニス城 : ファルマス
- ロイヤル城塞 : プリマス
- 星型城 : シリー諸島
- ティルベリー要塞

英南北戦争から星砦の輪郭がいくつか存在する。これらは、多くの場合、溝と土城壁で構築されており、これは古い要塞の弱点を補うため　ロイヤルヒル要塞、ウ星型、街の中世城壁に17世紀から大砲の範囲内で丘を守るために建てられた。

## アメリカ合衆国

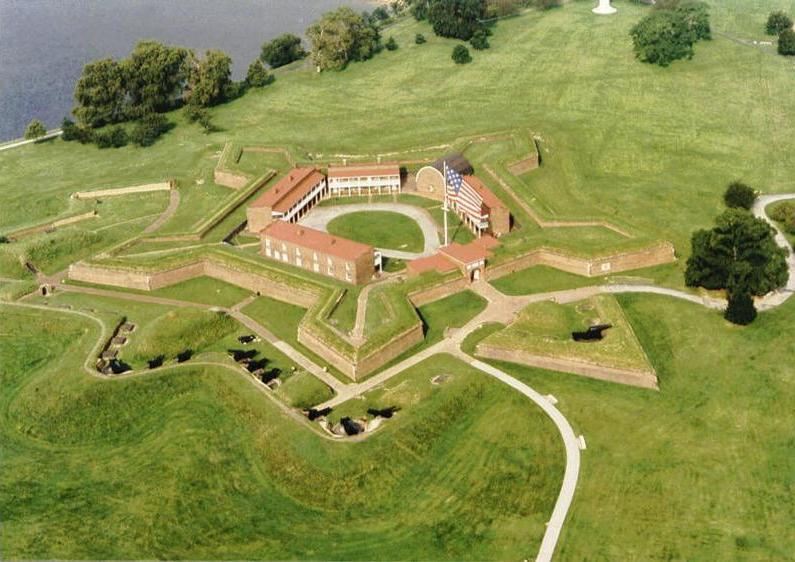
フォート・マクヘンリー　アメリカ

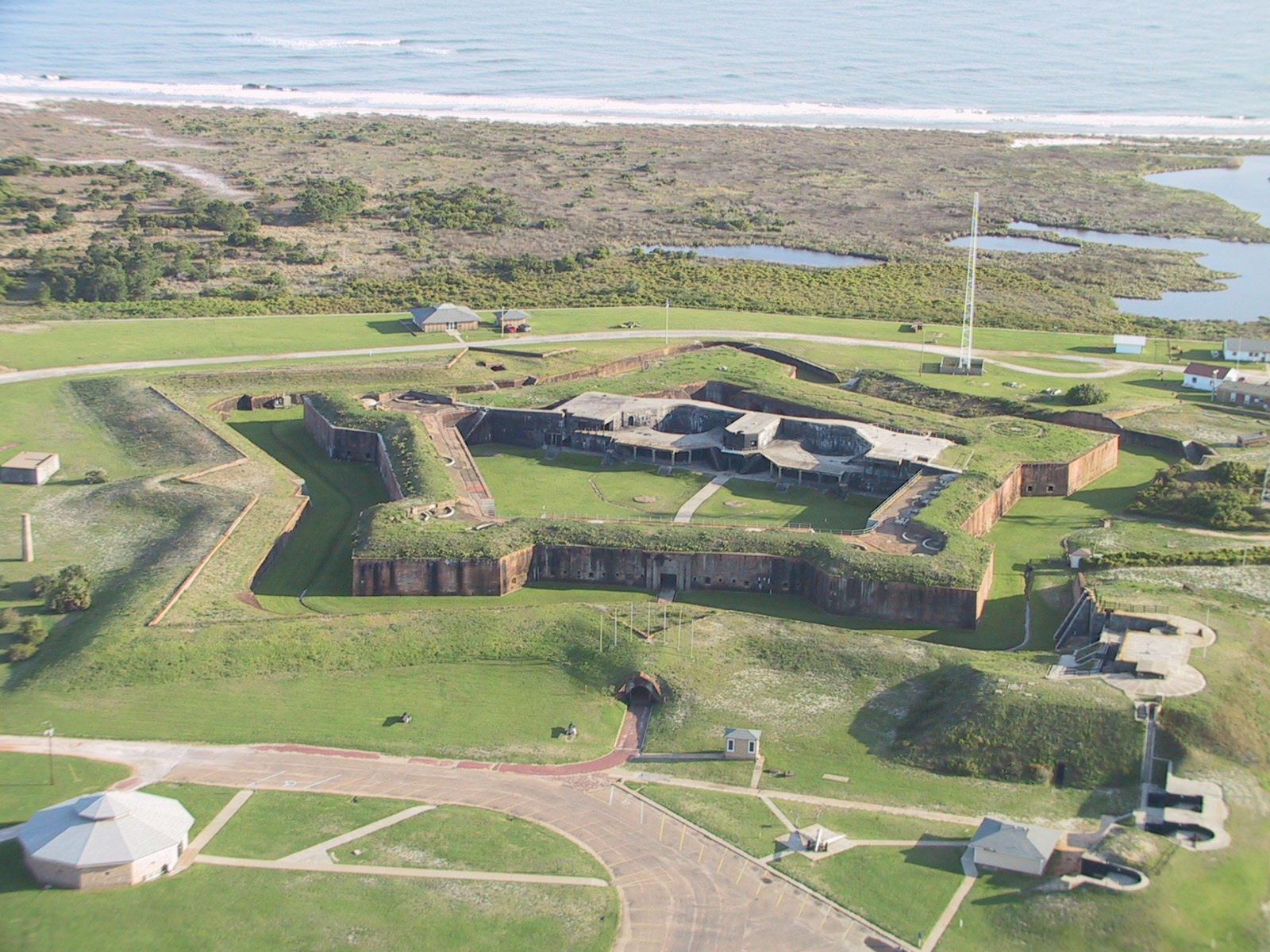
フォート・モーガン　アラバマ州モバイル

- スタンウィックス砦 : ローム (ニューヨーク州)
- サンマルコス砦 : フロリダ州セントオーガスティン
- フォート・エリザベス：ハワイ王国（アメリカ合衆国ハワイ州）のカウアイ島にロシア帝国が建設した要塞
- フォート・トランブル : コネチカット州ニューロンドン
- ミフリン要塞 : ペンシルバニア州フィラデルフィア
- フォート・デラウェア : DEエンドウパッチ島
- フォートマクヘンリー : メリーランド州ボルチモア
- フォート・フレデリック : 要塞フレデリック州立公園ビッグプールフレデリック (メリーランド州)
- フォート・ジェイ : ニューヨーク湾ガバナーズ島
- フォート・ウッド : ニューヨーク湾リバティ島
- タイコンデロガ砦 : ニューヨークシャンプレーン湖
- フォート・クラウンポイント : ニューヨーク州クラウンポイント
- ウィリアム・ヘンリー砦 : ニューヨーク州中央レイクジョージ
- フォート・ジョンストン : バージニア州リーズバーグ
- モンロー砦 : バージニア州ニューポートニューズ
- スタンウィックス砦 : ニューヨーク州ローム
- フォート・オンタリオ : オズウィーゴニューヨーク州
- フォート・インデペンデンス : ボストンハーバーの城島
- フォート・ネグリー : テネシー州ナッシュビル
- フォート・アダムス : ロードアイランド州ニューポート
- フォート・ウェイン : ミシガン州デトロイト
- フォート・モーガン : アラバマ州モバイル
- ピット砦と要塞デュケイン : ペンシルバニア州ピッツバーグ
- フォート・ジェファーソン : フロリダ州ドライ・トートゥガス
- ナインティシックスの星形要塞 : サウスカロライナ州 ナインティシックス
- 星型要塞・旧アラバマ要塞 : バージニア州ウィンチェスター

## ロシア
- ペトロパヴロフスク要塞
- Nyenschantz
- バルチースク

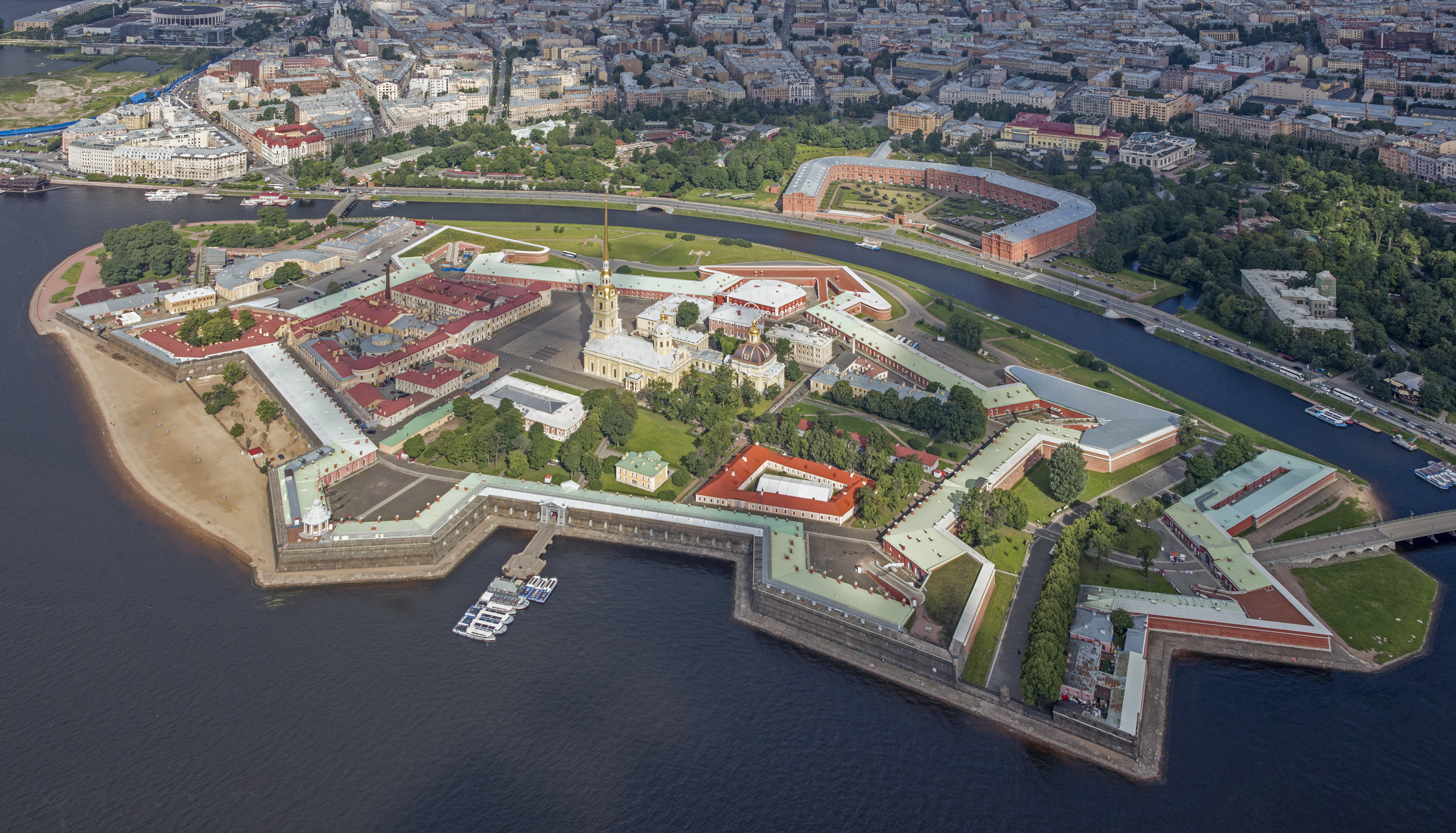
ペトロパヴロフスク要塞　ロシア

- コンドゥルチャ要塞（Krepost-Kondurcha、サマラ）
- モンルポ（ヴィボルグ）
- クラスノヤルスカヤ要塞（Krasnoyarskaya Krepost）
- Cheremshanskaya要塞

## ベトナム
- サイゴンの城塞
- ホーチミン市・ザーディン城
- タインホア要塞
- ビン要塞